# Lubomír Štach
Lubomír Štach (* 28. května 1986 Vsetín) je český hokejista. Je odchovancem vsetínského klubu, za který hrál do sedmnácti let. Několik let hrál zámořskou OHL, s Peterborough Petes vyhrál celou soutěž a stal se juniorským mistrem Kanady. Kromě toho byl i nejproduktivnějším obráncem play off. Poté se vrátil do Vsetína a nastoupil za A-tým. V průběhu sezony 2005/2006 přestoupil do Znojma, které tehdy hrálo extraligu. Následně po prodeji licence hrál se znojemskými Orly I. ligu. V sezoně 2011/2012 Znojmo vstoupilo jako první tým z České republiky do Erste Bank Eishockey Liga a v této sezoně byl Štach nejproduktivnějším obráncem z Čechů, kteří tuto ligu hrají.